# Chirosia abundepilosa
Chirosia abundepilosa är en tvåvingeart som först beskrevs av Willi Hennig 1974.  Chirosia abundepilosa ingår i släktet Chirosia och familjen blomsterflugor. Inga underarter finns listade i Catalogue of Life.